# サンフランシスコ市長
サンフランシスコ市長（サンフランシスコしちょう、Mayor of the City and County of San Francisco）は、アメリカ合衆国のカリフォルニア州サンフランシスコの市長である。

## 継承
市長が任期中に死亡・辞任・職務遂行不能となり代理市長を指定しなかった場合は、監督委員会が代理市長として、次期市長就任まで前市長任期を務める（継承順位が規定されている）。現在までに4回行われている。

## 一覧
|    | 氏名                                     | 就任           | 退任           | 政党               |
| -- | ---------------------------------------- | -------------- | -------------- | ------------------ |
| 1  | ジョン・ギアリー                         | 1850年5月1日   | 1851年5月4日   | 無所属             |
| 2  | チャールズ・ジェームズ・ブレナム         | 1851年5月5日   | 1851年12月31日 | ホイッグ党         |
| 3  | スティーヴン・ランドール・ハリス         | 1852年1月1日   | 1852年11月9日  | 民主党             |
| 4  | チャールズ・ジェームズ・ブレナム         | 1852年11月10日 | 1853年10月2日  | ホイッグ党         |
| 5  | コーネリアス・キングズランド・ギャリソン | 1853年10月3日  | 1854年10月1日  | ホイッグ党         |
| 6  | スティーヴン・ポールフリー・ウェッブ     | 1854年10月2日  | 1855年6月30日  | ノウ・ナッシング   |
| 7  | ジェームズ・ヴァン・ネス                 | 1855年7月1日   | 1856年7月7日   | 民主党             |
| 8  | ジョージ・J・ウィーラン                  | 1856年7月8日   | 1856年11月14日 | ノウ・ナッシング   |
| 9  | イーフレイム・ウィラード・バー           | 1856年11月15日 | 1859年10月2日  | アメリカン党       |
| 10 | ヘンリー・F・テシェマッハー              | 1859年10月3日  | 1863年6月30日  | Vigilance People's |
| 11 | ヘンリー・ペリン・クーン                 | 1863年7月1日   | 1867年12月1日  | Vigilance People's |
| 12 | フランク・マコッピン                     | 1867年12月2日  | 1869年12月5日  | 民主党             |
| 13 | トーマス・ヘンリー・セルビー             | 1869年12月6日  | 1871年12月3日  | 共和党             |
| 14 | ウィリアム・アルヴォード                 | 1871年12月4日  | 1873年11月30日 | 共和党             |
| 15 | ジェームズ・オーティス[a]                | 1873年12月1日  | 1875年10月30日 | 人民党             |
| 16 | ジョージ・ヒューストン[a]                | 1875年11月4日  | 1875年12月5日  | 民主党             |
| 17 | アンドルー・ジャクソン・ブライアント     | 1875年12月6日  | 1879年11月30日 | 人民党             |
| 18 | アイザック・スミス・キャロック           | 1879年12月1日  | 1881年12月4日  | 民主党             |
| 19 | モーリス・キャリー・ブレイク             | 1881年12月5日  | 1883年1月7日   | 共和党             |
| 20 | ワシントン・バートレット                 | 1883年1月8日   | 1887年1月2日   | 民主党             |
| 21 | エドワード・B・ポンド                    | 1887年1月3日   | 1891年1月4日   | 民主党             |
| 22 | ジョージ・ヘンリー・サンダーソン         | 1891年1月5日   | 1893年1月3日   | 共和党             |
| 23 | レヴィ・リチャード・エラート             | 1893年1月3日   | 1895年1月6日   | 共和党             |
| 24 | アドルフ・スートロ                       | 1895年1月7日   | 1897年1月3日   | 人民党             |
| 25 | ジェームズ・D・フェラン                  | 1897年1月4日   | 1902年1月7日   | 民主党             |
| 26 | ユージン・シュミッツ[b]                  | 1902年1月8日   | 1907年7月8日   | 連合労働党         |
| 27 | チャールズ・ボクストン[b]                | 1907年7月9日   | 1907年7月16日  | 連合労働党         |
| 28 | エドワード・ロブソン・テイラー[b]        | 1907年7月16日  | 1910年1月7日   | 民主党             |
| 29 | P・H・マッカーシー                       | 1910年1月8日   | 1912年1月7日   | 連合労働党         |
| 30 | ジェームズ・ロルフ[c]                    | 1912年1月8日   | 1931年1月6日   | 共和党             |
| 31 | アンジェロ・ジョーゼフ・ロッシ[c]        | 1931年1月7日   | 1944年1月7日   | 共和党             |
| 32 | ロジャー・ラファム                       | 1944年1月8日   | 1948年1月7日   | 共和党             |
| 33 | エルマー・ロビンソン                     | 1948年1月8日   | 1956年1月7日   | 共和党             |
| 34 | ジョージ・クリストファー                 | 1956年1月8日   | 1964年1月7日   | 共和党             |
| 35 | ジョン・シェリー                         | 1964年1月8日   | 1968年1月7日   | 民主党             |
| 36 | ジョーゼフ・アリオトー                   | 1968年1月8日   | 1976年1月7日   | 民主党             |
| 37 | ジョージ・モスコーン[d]                  | 1976年1月8日   | 1978年11月27日 | 民主党             |
| 38 | ダイアン・ファインスタイン[d]            | 1978年12月4日  | 1988年1月7日   | 民主党             |
| 39 | アート・アグノス                         | 1988年1月8日   | 1992年1月7日   | 民主党             |
| 40 | フランク・ジョーダン                     | 1992年1月8日   | 1996年1月7日   | 民主党             |
| 41 | ウィリー・ブラウン                       | 1996年1月8日   | 2004年1月7日   | 民主党             |
| 42 | ギャビン・ニューサム[e]                  | 2004年1月8日   | 2011年1月10日  | 民主党             |
| 43 | エドウィン・リー[e]                      | 2011年1月11日  | 2017年12月12日 | 民主党             |
| 44 | ロンドン・ブリード                       | 2018年7月11日  | 2025年1月7日   | 民主党             |
| 45 | ダニエル・ルーリー                       | 2025年1月8日   | 現職           | 民主党             |